# Amathomyia
Amathomyia is een vliegengeslacht uit de familie van de roofvliegen (Asilidae).

## Soorten
- A. persiana Hermann, 1912